# Aphantophryne minuta
Aphantophryne minuta és una espècie de granota de la família Microhylidae que viu a Papua Nova Guinea.